# Golden State (EP)
Golden State es un EP de estudio de KT Tunstall, grabado en Los Ángeles.
El EP contiene las siguientes canciones: el primer sencillo "Evil Eye", la canción "All or Nothing" que fue escrita para el programa de TV francés "Sam", "The Healer", y un remix de "Evil Eye" por Django Django. En una entrevista, Tunstall describe el EP en estas palabras: "Éste es un álbum que se trata simplemente de alegría, a pesar de que algunos de estas canciones son como gatos, son realmente peludos y dulces y luego te arañan, y que luego no te dejarán ponerles una cadena, nunca."
La canción "Evil Eye" está incluida en el álbum KIN, mientras que las canciones "All or Nothing" y "The Healer" no. Solo son exclusivas del EP.

## Lista de canciones
1. "Evil Eye" - 3:34
2. "All or Nothing" - 3:36
3. "The Healer" - 3:39
4. "Evil Eye" (Django Django's Mad Drums Remix) - 3:56